# 荔北战役
荔北战役是1948年10月西北野战军在彭德怀的指挥下在陕西关中平原东部（大荔县以北、澄城县以南）发动的一場戰役。10月6日，西北野战军向中華民國國軍發起進攻，当天佔領朝邑、白水县县城。10月7日攻佔平民县县城。10月10日，中華民國國軍發動反击。10月16、17日，中華民國國軍再度佔領澄城、合阳。华县、华阴之地方武装，于10月12日、14日又进驻朝邑、平民。荔北战役结束。在荔北战役中西北野战军伤亡9119人。其中团以上指挥员3人陣亡。中華民國國軍則有25360人被消滅（师长1人陣亡，师长1人、团长4人被俘，士兵13200余人陣亡或受傷，11050人被俘虜，1110人主動投降）。火炮183门、各种枪7135支被西北野战军奪取，3架飞机被击落，两辆坦克被炸毁。